# Храм Всех Святых, в земле Российской просиявших (Клайпеда)
Храм Всех Святых, в земле Российской просиявших (лит. Klaipėdos visų Rusijos Šventųjų cerkvė) — приходской православный храм в Клайпеде, самый древний православный храм города. Входит в состав Клайпедского благочиния Виленской и Литовской епархии Русской православной церкви.

## История
После Второй мировой войны верующие города Клайпеды из числа русских переселенцев (около 1000 человек) просили об открытии церкви в городе. В декабре 1947 года в бывшем здании лютеранской часовни была освящена православная церковь. Здание храма делили между собой православная и лютеранская общины.
До Второй мировой войны в тогдашнем немецком Мемеле была небольшая православная община, которая насчитывала  лишь 30-40 человек. Редкие службы осуществлялись приезжими священниками.
С 1937 года в портовый город попеременно наведывались священники Александр Чернай и Виктор Курилович. Во время Второй Мировой войны молитвенный дом, где собирались верующие, был разрушен.
В 1947 году православная община Клайпеды увеличилась за счет приехавших сюда русских, создававших главный морской порт Литвы и число верующих возросло до тысячи. Клайпедская община была в то время едва ли не самой крупной в республике. Общину возглавил протоиерей Иоанн Левицкий.
В декабре 1947 года общине верующих было передано здание бывшей лютеранской кирхи. Полгода ушло на то, чтобы приспособить его для проведения богослужений. На конных повозках в Клайпеду  привезли иконостас, из закрытой властями православной церкви в латвийской Лиепае. Новый православный храм был освящен во имя Всех святых, в Земле Русской просиявших. Долгие годы наряду с православными богослужениями во Всех святском храме совершались также лютеранские службы. Первым настоятелем храма стал священник Феодор Ракецкий.
28 декабря 1947 года Феодор Ракецкий совершил первую литургию. Вскоре его арестовали в июне 1949 года. Священника осудили «за антисоветскую пропаганду». Освобожден о. Феодор Ракецкий был только в 1956 году. Настоятелем храма с 1949 года был протоиерей Николай Недвецкий.
Протоиерей Николай Недвецкий, служил настоятелем в течение 35-ти лет, вплоть до своей кончины в 1983 году. Долгие годы в храме также служил протоиерей Николай Гирилович. Затем в храме служили иерей Александр Прокофьев (с 1984 года), игумен Феофан.
В 1986 году главой клайпедской общины назначили архимандрита Антония (Буравцева).
В 80-90-е годы, когда началось религиозное возрождение, храм Всех Русских святых, стал главным центром православия в регионе. Приход быстро рос, обновлялся. Литургию в храме стали служить каждый день. Значительно расширилась сфера интересов общины, осваивались новые направления работы с людьми. При храме начала действовать одна из первых в епархии воскресная школа, открылась общедоступная библиотека православной литературы. Проводились семинары для учителей религии. При содействии о. Антония и прихожан были учреждены два новых прихода: Клайпедский приход святых Веры, Надежды, Любви и Софии и Палангский приход Иверской иконы Божией Матери. Отец Антоний скончался 12 ноября 2010 г. после тяжелой и продолжительной болезни.
В 2004 году настоятелем храма был назначен протоиерей Анатолий Стальбовский. При нем значительно изменилось внутреннее убранство: храм был заново расписан, восстановлена позолота иконостаса, установлен новый купол, произведен ремонт вспомогательных помещений. После скоропостижной кончины отца Анатолия 20 апреля 2011 года настоятелем храма стал протоиерей Петр Олехнович. При нем была приведена в порядок территория храма, обновлено покрытие пола.
Кроме уже упомянутых священников, в разные годы в храме служили - протоиерей Виктор Тимонин, протоиерей Александр Оринко, протоиерей Иоанн Дюлай, игумен Нестор (Шмидт), иерей Георгий Ананьев, протоиерей Владимир Артамонов.
В настоящее время настоятелем храма является - епископ Тракайский Амвросий (Федукович). Клириками служат протоиерей Петр Олехнович, иерей и иерей Антоний Вайнутис.
При храме действует воскресная школа, в которой обучаются около 50 учеников. Кроме Закона Божьего в школе работают различные факультативы: творчества, пения, православной психологии, шахмат, кружок английского и литовского языков, театральная студия.
• 1947 год — Передача здания бывшей лютеранской кирхи православной общине.
• 1947-1948 год — Настоятель храма священник Феодор Радецкий.
• 1949-1983 год — Настоятель храма протоиерей Николай Недвецкий.
• 1984-1986 год — Настоятель храма священник Александр Прокофьев.
• 1986-2003 год — Настоятель храма архимандрит Антоний Буравцев.
• 1989 год — Первые Рождественские святки.
• 2003-2011 год — Настоятель храма отец Анатолий Стальбовский.
• 2011-2017 год — Настоятель храма протоиерей Петр Олехнович.
• 2017-2020 год — Настоятель храма благочинный протеирей Клайпедского округа Владимир Артамонов.
• С 2020 года — Настоятель храма епископ Тракайский Амвросий Федукович.